# Spider-Man: Far From Home
Spider-Man: Far From Home is een Amerikaanse superheldenfilm van Marvel Studios uit 2019, geregisseerd door Jon Watts. De film is het vervolg op Spider-Man: Homecoming uit 2017. Onder anderen Tom Holland, Jacob Batalon en Zendaya keren terug in hun rollen uit de vorige film.
De film werd geproduceerd door Columbia Pictures en Marvel Studios en gedistribueerd door Sony Pictures Releasing. Het is de 23e film in het Marvel Cinematic Universe en de tweede Spider-Man-film in deze laatstgenoemde filmwereld. De film speelt zich af direct na Avengers: Endgame.

## Verhaal
In Ixtenco, Mexico, onderzoeken Nick Fury en Maria Hill een onnatuurlijke storm en ontmoeten ze de Earth Elemental. Quentin Beck, een superkrachtige persoon, arriveert om het wezen te verslaan. Beck verslaat vervolgens de Elemental en wordt gerekruteerd door Fury en Hill. In New York voltooit de Midtown School of Science and Technology haar jaar, dat opnieuw werd opgestart om de studenten tegemoet te komen die vijf jaar eerder waren uiteengevallen als gevolg van Thanos' acties. De school organiseert een zomerexcursie van twee weken naar Europa, waar Peter Parker - die nog steeds rouwt om de dood van zijn mentor Tony Stark - van plan is aan klasgenoot MJ zijn aantrekkingskracht op haar te onthullen. Happy Hogan informeert Parker dat Fury van plan is contact met hem op te nemen, maar Parker negeert Fury's telefoontje.
Parker en zijn klasgenoten reizen naar het Italiaanse Venetië, waar de Water Elemental aanvalt. Parker helpt zijn klasgenoten te beschermen, terwijl Beck arriveert en het wezen verslaat. Fury ontmoet Parker en geeft hem de bril van Stark, die bedoeld was voor zijn opvolger. De bril stelt hem in staat om te communiceren met en het bevel te voeren over de kunstmatige intelligentie E.D.I.T.H., die toegang heeft tot de databases van Stark Industries en een grote orbitale wapenvoorraad aanstuurt. Beck beweert afkomstig te zijn uit een alternatieve realiteit binnen het Multiversum, waar de vier Elementalen zijn familie vermoordden en zijn beschaving vernietigden. Met alleen het Vuur Elementaal over om te vernietigen, voorspelt Beck dat het Praag zal aanvallen. Parker slaat Fury's uitnodiging om mee te vechten af en keert terug naar zijn klasreisje.
Fury verandert in het geheim de route van de klas om de studenten naar Praag te leiden. Daar wordt Parker gedwongen om Beck te helpen vechten tegen de Fire Elemental om zijn vrienden opnieuw te beschermen. Beck slaagt erin het wezen te vernietigen met de hulp van Parker. Fury en Hill nodigen Parker en Beck uit om naar Berlijn te komen om de vorming van een nieuw superheldenteam te bespreken, maar Parker besluit dat Beck alleen moet gaan en draagt de controle over E.D.I.T.H. naar hem. Zodra Parker vertrekt, viert Beck samen met ex-Stark Industries-medewerkers, met wie hij had gewerkt om zich voor te doen als een superheld. Beck, die werd ontslagen uit zijn positie als Starks specialist in holografische illusies vanwege zijn onstabiele karakter, gebruikte geavanceerde projectoren om zijn krachten en de Elementalen te simuleren, en hoopt nu EDITH's orbitale bewapende drones te gebruiken om de schaal van zijn illusies te vergroten en op frauduleuze wijze zich vestigen als een held op Avenger-niveau.
Nadat MJ aan Parker heeft verteld dat ze weet dat hij Spider-Man is, ontdekken ze dat een stuk puin dat ze tijdens het gevecht met de Vuur Elemental heeft opgehaald een projector is die de Lucht Elemental laat zien, waardoor ze Beck's bedrog realiseren. Parker reist naar Berlijn om Fury te waarschuwen, maar wordt door Beck met een illusoire Fury misleid om de namen te onthullen van zijn vrienden die op de hoogte zijn van Becks plan. Parker wordt voor dood achtergelaten door Beck en neemt contact op met Hogan, die hem naar Londen vliegt, waar zijn klasgenoten zijn. Beck gebruikt E.D.I.T.H. om een samensmelting van alle Elementalen te orkestreren, als dekmantel om Parkers vrienden te vermoorden. Parker kan de illusies verstoren, dus Beck valt hem aan met drones. Parker herwint de controle over E.D.I.T.H. en verslaat Beck, die wordt geraakt door een mislukt schot van een van de drones; voordat hij sterft, vertelt Beck een van zijn medewerkers om gegevens van de drones op te halen. Na zijn terugkeer naar New York begint Parker een relatie met MJ.

## Creditscènes
In de aftiteling zitten twee extra scènes. De eerste bestaat uit een videomontage die doet voorkomen alsof niet Beck, maar Spider-Man achter de aanvallen zat. J. Jonah Jameson onthult daarna in een live-uitzending dat Peter Parker Spider-Man is. In de tweede extra scène blijken Fury en Hill in werkelijkheid vermomde Skrulls te zijn. Zij volgden bevelen op van de echte Fury, die zich aan boord van een ruimteschip van de Skrulls bevindt.

## Rolverdeling
| Acteur                   | Rol                                       |
| ------------------------ | ----------------------------------------- |
| Tom Holland              | Peter Parker / Spider-Man                 |
| Samuel L. Jackson        | Nick Fury                                 |
| Jake Gyllenhaal          | Quentin Beck / Mysterio                   |
| Marisa Tomei             | May Parker                                |
| Jon Favreau              | Happy Hogan                               |
| Zendaya                  | Michelle "MJ" Jones-Watson                |
| Jacob Batalon            | Ned Leeds                                 |
| Tony Revolori            | Flash Thompson                            |
| Angourie Rice            | Betty Brant                               |
| Remy Hii                 | Brad Davis                                |
| Martin Starr             | Mr. Roger Harrington                      |
| J.B. Smoove              | Mr. Julius Dell                           |
| Jorge Lendeborg Jr.      | Jason Ionello                             |
| Cobie Smulders           | Maria Hill                                |
| Numar Acar               | Dimitri Smerdyakov                        |
| Peter Billingsley        | William Ginter Riva                       |
| Clare Dunne              | Victoria Snow                             |
| Nicholas Gleaves         | Gutea Guterman                            |
| Claire Rushbrook         | Janice Lincoln                            |
| Dawn Michelle King       | E.D.I.T.H. (stem)                         |
| Toni Garrn               | The Seamstress                            |
| Jeroen van Koningsbrugge | Nederlandse voetbalsupporters             |
| Michael de Roos          | Nederlandse voetbalsupporters             |
| Jan-Paul Buijs           | Nederlandse voetbalsupporters             |
| Lukáš Bech               | Nederlandse marktkoopman                  |
| Zach Barack              | Zach Cooper                               |
| Zoha Rahman              | Zoha Souliotis                            |
| Yasmin Mwanza            | Yasmin Monette                            |
| Joshua Sinclair-Evans    | Josh Scarino                              |
| Tyler Luke Cunningham    | Tyler Corbyn                              |
| Sebastian Viveros        | Sebastian Fedas                           |
| J.K. Simmons             | J. Jonah Jameson (post-credit scene)      |
| Pat Kiernan              | Zichzelf (post-credit scene)              |
| Ben Mendelsohn           | Talos (post-credit scene)                 |
| Sharon Blynn             | Soren (post-credit scene)                 |
| Robert Downey jr.        | Tony Stark / Iron Man (archief materiaal) |
| Jeff Bridges             | Obadiah Stane (archief materiaal)         |

## Achtergrond

### Ontwikkeling
Een maand voordat de film Spider-Man: Homecoming in juli 2017 werd uitgebracht, werd er al door het hoofd van Sony Pictures Thomas Rothman naar buiten gebracht dat ze met Marvel Studios al in overleg waren om deze vervolgfilm te maken. In dezelfde maand werd eveneens door acteur Tom Holland, die de hoofdrol als Spider-Man vertolkt, bevestigd dat dit vervolg er zal komen. In december 2017 werd bekendgemaakt dat Jon Watts wederom de regie voor handen zou nemen. De film heeft een lange tijd de titel Spider-Man: Homecoming 2 gedragen, op 24 juni 2018 werd door Holland via de sociale media bekendgemaakt dat de film de titel Spider-Man: Far From Home zou dragen.

### Opnames
De opnames startten op 2 juli 2018, onder de werktitel Fall of George, in Engeland. Tijdens de opnames in Praag, Venetië en later ook in New York werd de werktitel BOSCO gebruikt. De opnames werden op 17 oktober 2018 afgerond.

## Ontvangst

### Release
Op 15 januari 2019 werd de eerste trailer van de film vrijgegeven. Op 6 mei 2019 werd de tweede trailer van de film vrijgegeven. Spider-Man: Far From Home ging op 26 juni 2019 in première in Hollywood en was vanaf 2 juli 2019 in de meeste landen te zien.

### Box-office
De film ging wereldwijd in 4.634 bioscopen in première en wist in zijn openingsweekend meer dan 296 miljoen Amerikaanse dollar op te halen. Binnen tien dagen wist de film ruim 580,1 miljoen op te halen.
In het derde weekend dat de film draaide op, 21 juli 2019, bracht de film ruim 971 miljoen Amerikaanse dollar op. Hiermee bracht de film meer op dan zijn voorganger Spider-Man: Homecoming. Daarnaast is het tot heden de best verdiende Spider-Man-film ooit en de eerste die over de 900 miljoen-grens ging.
Op 25 juli 2019 bracht de film meer dan een miljard Amerikaanse dollar op. Hiermee is het de eerste Spider-Man-film die over de 1 miljard-grens ging en is daarmee de succesvolste film over de superheld Spider-Man.